# Psychotherapeutengesetz
Das Psychotherapeutengesetz (PsychThG) regelt seit 1999 in Deutschland die Ausübung der Psychotherapie durch nichtärztliche Psychotherapeuten, d. h., durch die Psychologischen Psychotherapeuten und die Kinder- und Jugendlichenpsychotherapeuten. Es wurde mit Wirkung zum 1. September 2020 neu gefasst.
Bis zur Einführung des PsychThG durften in der Bundesrepublik Deutschland im Rahmen der gesetzlichen Krankenversicherung nur Ärzte Psychotherapie durchführen. Diplom-Psychologen konnten jedoch im sogenannten Delegationsverfahren tätig werden. Voraussetzung dafür war eine Weiterbildung in einem anerkannten und zugelassenen Verfahren der Psychotherapie und ein delegierender Arzt. Entsprechend fand psychologische Psychotherapie vorwiegend im Delegationsverfahren statt und das bedeutete, dass die Verantwortung beim delegierenden Arzt verblieb. Einzige Ausnahme war das Verfahren der Techniker-Krankenkasse („TK-Stempel“), bei der schon vor Einführung des PsychThG eine Behandlung ohne delegierenden Arzt und direkte Abrechnung durch Psychologen möglich war.

## Ausübung von Psychotherapie nach dem PsychThG

### Anwendungsbereich
Das PsychThG behält das Recht zur Ausübung der Psychotherapie unter der Bezeichnung Psychologischer Psychotherapeut und Kinder- und Jugendlichenpsychotherapeut den dafür zugelassenen, approbierten Therapeuten vor (§ 1 Abs. 1). Die Bezeichnung Psychotherapeut darf im Interesse des Patientenschutzes nur von Ärzten, Psychologischen Psychotherapeuten und Kinder- und Jugendlichenpsychotherapeuten geführt werden (nicht dagegen zum Beispiel von Heilpraktikern). Die missbräuchliche Verwendung der Berufsbezeichnungen Psychotherapeut, Psychologischer Psychotherapeut und Kinder- und Jugendlichenpsychotherapeut steht gemäß § 132a StGB unter Strafe.
Als Voraussetzung für die Berufsausübung wird im PsychThG der Erwerb der Approbation (staatliche Zulassung) festgelegt. Diese setzt ein abgeschlossenes Universitätsstudium und eine erfolgreiche Weiterbildung zum Psychotherapeuten voraus.
Psychotherapie im Sinne des PsychThG ist „jede mittels wissenschaftlich anerkannter psychotherapeutischer Verfahren vorgenommene Tätigkeit zur Feststellung, Heilung oder Linderung von Störungen mit Krankheitswert, bei denen Psychotherapie indiziert ist“. Das heißt, es muss eine behandlungsbedürftige psychische Erkrankung vorliegen, damit eine Psychotherapie – nach Erwerb einer Kassenzulassung auch als Leistung der gesetzlichen Krankenversicherung – durchgeführt werden kann. Nicht zur Ausübung von Psychotherapie gehören dagegen psychologische Tätigkeiten, die die Aufarbeitung und Überwindung sozialer Konflikte oder sonstige Zwecke außerhalb der Heilkunde zum Gegenstand haben (§ 1 Abs. 3, beratende Psychologie).
Bestehen Zweifel, ob ein psychotherapeutisches Verfahren als wissenschaftlich anzuerkennen ist, entscheidet über diese Frage der wissenschaftliche Beirat Psychotherapie, der gemeinsam von der auf Bundesebene zuständigen Vertretung der Psychologischen Psychotherapeuten und Kinder- und Jugendlichenpsychotherapeuten sowie der ärztlichen Psychotherapeuten in der Bundesärztekammer gebildet wird (§ 11).
Zur Teilnahme an der psychotherapeutischen Versorgung der gesetzlich Krankenversicherten wird ein approbierter Psychotherapeut nur zugelassen, wenn er in einem Verfahren ausgebildet ist, das durch den Gemeinsamen Bundesausschuss anerkannt ist (vgl. Psychotherapie-Richtlinie). Aktuell sind als so genannte Richtlinien-Verfahren nur psychoanalytisch begründete Verfahren (Psychoanalyse und tiefenpsychologisch fundierte Psychotherapie), die Verhaltenstherapie und die systemische Psychotherapie anerkannt.
Das PsychThG legt auch fest, dass im Rahmen einer psychotherapeutischen Behandlung eine somatische Abklärung herbeizuführen ist. Das bedeutet, dass im Rahmen der Probatorik (Probesitzungen) von einem Arzt geklärt werden muss, ob medizinische Gründe vorliegen, die gegen eine Psychotherapie oder bestimmte psychotherapeutische Techniken sprechen, und ob eine ärztliche und ggf. medikamentöse Mitbehandlung erforderlich ist. (Bei manchen Herzerkrankungen kann z. B. eine Expositionsbehandlung gegen Phobien kontraindiziert sein.)

### Approbation
Die Voraussetzungen zum Erwerb der Approbation sind in § 2 festgelegt. Die Erteilung der Approbation als Psychologischer Psychotherapeut bzw. als Kinder- und Jugendlichenpsychotherapeut setzt nach § 5 eine erfolgreich abgeschlossene Ausbildung in einem wissenschaftlich anerkannten psychotherapeutischen Verfahren voraus. Die Ausbildungen sind in der Ausbildungs- und Prüfungsordnung für psychologische Psychotherapeuten näher geregelt.
Zugangsvoraussetzung für die Ausbildung ist ein abgeschlossenes Studium der Psychologie, das das Fach Klinische Psychologie einschließt (§ 5 Abs. 2 Nr. 1)
Für den Zugang der Ausbildung zum Kinder- und Jugendlichenpsychotherapeuten berechtigte bis zur Neufassung im Jahr 2020 auch ein abgeschlossenes Studium der Pädagogik oder der Sozialpädagogik  (§ 5 Abs. 2 Nr. 2). Seitdem kann ausschließlich mit einem approbationskonformen Bachelor- und Masterstudium der Psychologie mit anschließender Approbationsprüfung eine Fachqualifikation für die Kinder- und Jugendpsychotherapie erlangt werden. Für die Aufrechterhaltung der Approbation ist die regelmäßige Teilnahme an Fortbildungsveranstaltungen notwendig (geregelt über § 95d SGB V).
Die Approbation setzt außerdem voraus, dass der Antragsteller „sich nicht eines Verhaltens schuldig gemacht hat, aus dem sich die Unwürdigkeit oder Unzuverlässigkeit zur Ausübung des Berufs ergibt“, „nicht in gesundheitlicher Hinsicht zur Ausübung des Berufs ungeeignet ist“ und „über die für die Ausübung der Berufstätigkeit erforderlichen Kenntnisse der deutschen Sprache verfügt“ (§ 2 Abs. 1).

### Weitere Bestimmungen
Zudem enthält das PsychThG Bestimmungen über:
- Rücknahme, Widerruf und Ruhen der Approbation, Verzicht (§ 3)
- befristete Erlaubnis zur Berufsausübung (§ 4)
- Anerkennung von Ausbildungsstätten (§ 6)
- Entgelte bei Privatbehandlung (§ 9), näher geregelt in der GOP
- Wissenschaftliche Anerkennung von Psychotherapieverfahren (§ 11)

## Psychotherapie in der Gesetzlichen Krankenversicherung
Psychologische Psychotherapeuten benötigen eine mindestens siebenjährige Aus- und Weiterbildung (vier bis fünf Jahre Studium, mindestens drei Jahre theoretische und praktische Ausbildung nach § 5 PsychThG), den Erwerb der Approbation und eine Kassenzulassung, um zu Lasten der gesetzlichen Krankenversicherung tätig werden zu dürfen. Über den Antrag psychologischer Psychotherapeuten auf Kassenzulassung (Niederlassung) befindet nach § 96 SGB V der Zulassungsausschuss, der für jeden Bezirk einer Kassenärztlichen Vereinigung oder für Teile dieses Bezirks (Zulassungsbezirk) gebildet wird und in erweiterter Besetzung mit zwei Ärzten, einem psychologischen Psychotherapeuten, einem Kinder- und Jugendlichentherapeuten und vier Vertretern der Krankenkassen entscheidet. Das Nähere regelt die Zulassungsverordnung für Vertragsärzte (Ärzte-ZV).
Neben dem PsychThG finden sich die gesetzlichen Grundlagen zur Psychotherapie insbesondere im Sozialgesetzbuch Fünfter Teil (SGB V), Gesetzliche Krankenversicherung, z. B.
- § 27 Abs. 1 Nr. 1 SGB V – Krankenbehandlung
- § 28 Abs. 3 SGB V – Ärztliche und zahnärztliche Behandlung
- § 72 Abs. 1 SGB V – Sicherstellung der vertragsärztlichen und vertragszahnärztlichen Versorgung
- § 79b SGB V – Beratender Fachausschuss für Psychotherapie
- § 92 SGB V – Richtlinien des Gemeinsamen Bundesausschusses
- § 95 SGB V – Teilnahme an der vertragsärztlichen Versorgung
- § 95c SGB V – Voraussetzung für die Eintragung von Psychotherapeuten in das Arztregister
- § 101 Abs. 4 SGB V – Überversorgung
- § 135 SGB V – Bewertung von Untersuchungs- und Behandlungsmethoden

Im Unterschied zur ambulanten Psychotherapie sind Psychologische Psychotherapeuten in Krankenhäusern Ärzten kassenarztrechtlich nicht gleichgestellt (§ 107 SGB V).

## Andere Ausübungsformen der Psychotherapie
Anders als die Berufsbezeichnung Psychotherapeut ist der Begriff Psychotherapie in Deutschland nicht gesetzlich geschützt. Daher dürfen – unabhängig vom Psychotherapeutengesetz – auch andere Personen als Ärzte und Psychologische Psychotherapeuten Psychotherapie anbieten. Diese Leistungen gelten nicht als Krankenbehandlung im Sinne der gesetzlichen Krankenversicherung (§ 27 SGB V) und sind auch nicht abrechnungsfähig nach der Gebührenordnung für Ärzte oder der Gebührenordnung für Psychotherapeuten (GOP). Die Ausübung von Psychotherapie durch Heilpraktiker oder Heilpraktiker, eingeschränkt auf den Bereich Psychotherapie oder nicht-approbierte Psychologen wird vom Heilpraktikergesetz und der zugehörigen Durchführungsverordnung geregelt. Hierfür wird keine Approbation erteilt, sondern eine behördliche Erlaubnis.